# Knochenhof
Knochenhof ist ein Gemeindeteil des Marktes Markt Erlbach im Landkreis Neustadt an der Aisch-Bad Windsheim (Mittelfranken, Bayern). Knochenhof liegt in der Gemarkung Kotzenaurach.

## Geografie
Die Einöde liegt am Ulsenbach, einem linken Zufluss der Zenn. 0,5 km südlich liegt das Flurgebiet Im Lerchenfeld, 0,5 km nördlich der Bach Schlegelgründel, 0,25 km südöstlich das Waldgebiet Reisach. Eine Gemeindeverbindungsstraße führt an der Ziegelhütte vorbei nach Oberulsenbach zur Staatsstraße 2255 (1,1 km westlich) bzw. nach Haidt (0,6 km nordöstlich).

## Geschichte
Der Ort wurde 1739 als „Knockenhof“ erstmals schriftlich erwähnt. Seit 1867 lautet die amtliche Bezeichnung des Ortes „Knochenhof“.
Gegen Ende des 18. Jahrhunderts gab es in Knochenhof 4 Anwesen (2 Güter, 2 Halbgüter). Das Hochgericht übte das brandenburg-bayreuthische Stadtvogteiamt Markt Erlbach aus. Die Dorf- und Gemeindeherrschaft und die Grundherrschaft über alle Anwesen hatte die Herrschaft Wilhermsdorf.
Von 1797 bis 1810 unterstand der Ort dem Justizamt Markt Erlbach und Kammeramt Neuhof. Im Rahmen des Gemeindeedikts wurde Knochenhof dem 1811 gebildeten Steuerdistrikt Buchklingen und der 1813 gebildeten Ruralgemeinde Buchklingen zugeordnet. Im Jahre 1815 wurde es in die neu gegründete Ruralgemeinde Kappersberg umgemeindet. Die freiwillige Gerichtsbarkeit und die Polizei hatte jedoch das Patrimonialgericht Wilhermsdorf bis 1839 inne. Am 9. November 1824 wurde es in die neu gegründete Gemeinde Kotzenaurach umgemeindet. Am 1. Juni 1968 wurde Kotzenaurach nach Markt Erlbach eingemeindet.

## Einwohnerentwicklung
| Jahr      | 001818 | 001840 | 001861 | 001871 | 001885 | 001900 | 001925 | 001950 | 001961 | 001970 | 001987 | 002017 | 002023 |
| Einwohner | 13     | 11     | 17     | 19     | 16     | 14     | 14     | 16     | 10     | 10     | 12     | *14    | *16    |
| Häuser    | 3      | 2      |        |        | 3      | 4      | 3      | 3      | 2      |        | 2      |        |        |
| Quelle    | [ 11 ] | [ 12 ] | [ 6 ]  | [ 13 ] | [ 14 ] | [ 15 ] | [ 16 ] | [ 17 ] | [ 18 ] | [ 19 ] | [ 20 ] |        | [ 1 ]  |

## Religion
Der Ort ist evangelisch-lutherisch geprägt und bis heute nach St. Kilian (Markt Erlbach) gepfarrt. Die Katholiken gehören zur Kirchengemeinde Maria Namen (Markt Erlbach), die ursprünglich eine Filiale von St. Michael (Wilhermsdorf) war und seit 2019 eine Filiale von St. Johannis Enthauptung (Neustadt an der Aisch) ist.